# Heeres-Nachschub-Inspizient (Wehrmacht)
Der Heeres-Nachschub-Inspizient waren drei Dienststellen der Nachschubtruppe der Wehrmacht. Mit der Dienststellung nimmt der Inspizient in speziellen Fach- und Aufgabengebieten des Heeres Inspizierungsaufgaben wahr. Die Waffenfarbe war, wie bei der Nachschubtruppe üblich, hellblau. Die Unterstellung erfolgt unter das OKH.
Am 15. Mai 1941 wurde im Wehrkreis III durch die Kraftfahr-Ersatz-Abteilung 23 (Sorau), welche der Division 143 unterstellt war, der Heeres-Nachschub-Inspizient A und der Heeres-Nachschub-Inspizient B eingerichtet.
Am 15. Mai 1943 wurde im Wehrkreis XIII durch die Kraftfahr-Ersatz-Abteilung 13 (Deggendorf) der Division 413 der Heeres-Nachschub-Inspizient C eingerichtet.
Die Dienststellen bestanden bis Kriegsende.